# Лист щастя (фільм)
Лист щастя (англ. Chain Letter) — американський трилер 2010 року.

## Сюжет
Фільм оповідає про підлітків, що розсилають ці самі листи щастя через електронну пошту. Відповідай або помри. Проігноруєш — позбудешся життя. Хто з нас відноситися до таких листів серйозно? Один з таких листів і потрапляє до маніяка, що вибрав авторів листів собі в жертви. Скоро гра обертається проти друзів. Чи зможуть вони пройти через це? Що тепер означає для кожного з них дружба? Гра перетворюється на криваву гру.

## У ролях
- Медісон Бауер — Джейн Кемпбелл
- Марк С. Аллен — ТВ диктор
- Філ Остін — Філіп Кемпбелл
- Ніккі Рід — Джессі Кемпбелл
- Майкл Бейлі Сміт — Chain Man
- Майкл Дж. Паган — Майкл Грант
- Метт Коен — Джонні Джонс
- Девід Захедіан — Бред
- Шерилін Вілсон — Рейчел Коннерс
- Бай Лін — Джаі Фам
- Коуді Кеш — Ніл Коннерс
- Ной Сеган — Данте
- Бред Дуріф — містер Сміркер
- Рошні Шукла — Емо дівчина
- Еліот Бенжамін — Кевін
- Бетсі Расселл — сержант Хемілл
- Кіт Девід — детектив Джим Креншоу
- Меттью Монгілло — священик
- Патрік Ст. Еспріт — Дін Джонс
- Кейт Енггрен — Дебра Джонс
- Джонатан Ернандез — Карлос